# Municipio de Llanos
El municipio de Llanos (en inglés: Llanos Township) es un municipio ubicado en el condado de Sherman en el estado estadounidense de Kansas. En el año 2010 tenía una población de 51 habitantes y una densidad poblacional de 0,28 personas por km².

## Geografía
El municipio de Llanos se encuentra ubicado en las coordenadas 39°28′55″N 101°26′46″O / 39.48194, -101.44611. Según la Oficina del Censo de los Estados Unidos, el municipio tiene una superficie total de 184.97 km², de la cual 184,97 km² corresponden a tierra firme y (0 %) 0 km² es agua.

## Demografía
Según el censo de 2010, había 51 personas residiendo en el municipio de Llanos. La densidad de población era de 0,28 hab./km². De los 51 habitantes, el municipio de Llanos estaba compuesto por el 100 % blancos. Del total de la población el 1,96 % eran hispanos o latinos de cualquier raza.